# José Maria Neves

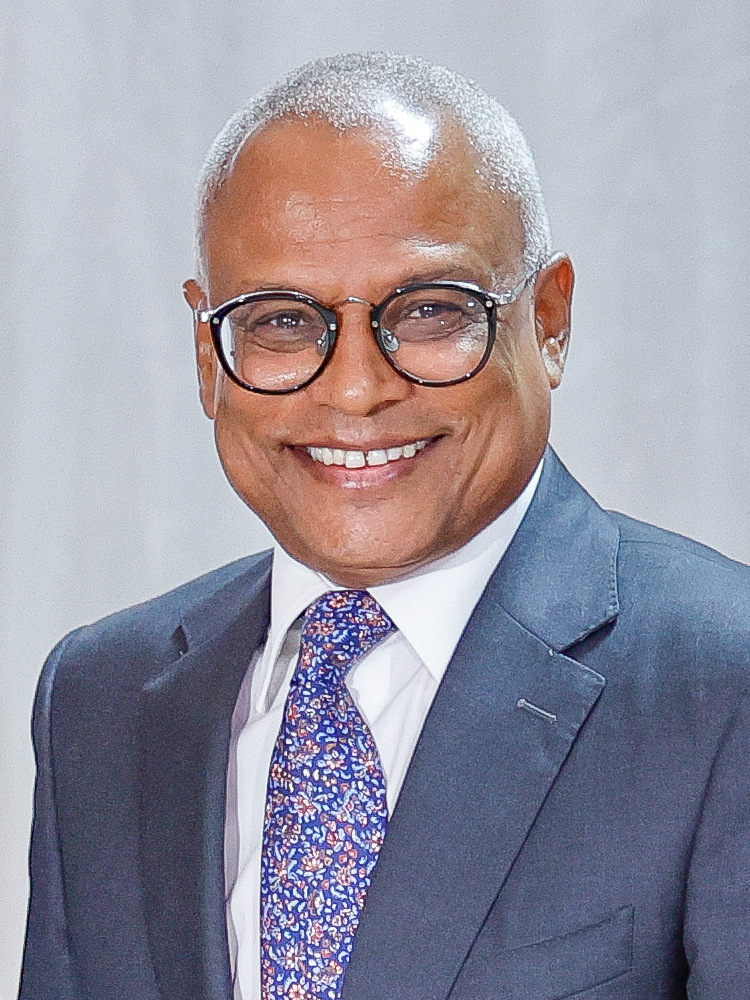
José Maria Neves (2023)

S. E. José Maria Pereira Neves (* 28. März 1960 in Santa Catarina) ist ein kapverdischer Politiker und Dichter. Er war von Februar 2001 bis April 2016 Premierminister von Kap Verde und ist seit 2021 Staatspräsident der Republik Kap Verde.

## Frühe Jahre
Neves wurde im Bezirk Santa Catarina auf Santiago, der Hauptinsel der Kapverden, geboren. Er studierte in Brasilien am Institut Fundação Getúlio Vargas Verwaltungswesen. Nach seiner Rückkehr auf die Kapverden trat er in den Verwaltungsdienst ein.

## Politische Laufbahn
Ende der 1980er Jahre war er in der Jugendorganisation der damaligen Einheitspartei Partido Africano da Independência de Cabo Verde (PAICV) aktiv. 1996 wurde er für den Bezirk Santa Catarina Abgeordneter der PAICV, inzwischen Oppositionspartei, im Parlament und Parlaments-Vizepräsident. Im März 2000 wurde er Bürgermeister von Santa Catarina.
Die PAICV wählte ihn im Juni 2000 zum Parteivorsitzenden. Unter seiner Führung konnte die Partei die Parlamentswahl am 14. Januar 2001 gewinnen. Am 1. Februar 2001 wurde er Premierminister. Weltbank und Internationaler Währungsfonds beurteilen seine Wirtschafts- und Finanzpolitik positiv.
Die Parlamentswahl am 22. Januar 2006 gewann die PAICV nochmals. Am 7. März 2006 wurde er für weitere fünf Jahre Premierminister. Auch die Parlamentswahl am 6. Februar 2011 gewann er mit etwas mehr als 50 % der Stimmen für seine Partei. Damit wurde er zum dritten Mal in Folge als Premierminister bestätigt.
2012 wurde Neves für die Unterstützung deutscher Meeresforscher auf den Kapverdischen Inseln mit dem Deutschen Meerespreis ausgezeichnet.
Im Oktober 2021 gewann José Maria Neves die Präsidentschaftswahl im ersten Wahlgang vom 17. Oktober. Er gewann 51,8 % der Stimmen, eine absolute Mehrheit, die notwendig ist, um im ersten Wahlgang gewählt zu werden.
Seit dem 9. November 2021 ist er offizieller und amtierender Staatspräsident der Republik Kap Verde. 

## Auszeichnungen
(Quelle: )
- Ehrendoktorwürde der Universität von Rhode Island (2009), von Santiago (2015) und der Cândido-Mendes-Universität in Rio de Janeiro (2019)
- Großkreuz des brasilianischen Rio-Branco-Ordens (2009)

## Veröffentlichungen (Auswahl)
- Uma agenda de transformação para Cabo Verde, 2010
- Cabo Verde: gestão das impossibilidades, 2015
- Um futuro a construir, 2018
- Nos tempos de pandemia, 2021

Neves ist zudem als Dichter bekannt; Anfang 2022 erschien unter dem Titel Alma ein Album seiner Gedichte, vertont von bekannten Künstlern Kap Verdes.